# Distretto di Türkoğlu
Il distretto di Türkoğlu (in turco Türkoğlu ilçesi) è uno dei distretti della provincia di Kahramanmaraş, in Turchia.